# Australohyliota macleayi
Australohyliota macleayi là một loài bọ cánh cứng trong họ Silvanidae. Loài này được Olliff miêu tả khoa học năm 1885.